# دعاميات
الدعاميات أو الفطريات الدعامية أو الفطريات البازيدية (الاسم العلمي: Basidiomycota) هي شعبة من الفطريات.
تتواجد على بقايا جذوع الشجر وتشاهد عادة في الربيع والخريف، وتعد أكثر الفطريات عددا وتعقيدا وأغلبها كبيرة الحجم. ومن أنواعها فطر عيش الغراب وعيش الغراب السام والكرات النافحة وفطر البوق الأسود ونجمة الأرض وفطر العرجون، وهناك أنواع مجهرية منها مثل فطريات الصدأ وفطريات التفحم التي تعيش متطفلة داخل أنسجة النباتات الزهرية، تتكاثر هذه الفطريات تكاثرا جنسيا بتكوين جراثيم بازيدية على تركيب يدعى البازيديوم (الدعامة (فطريات))، وتتكاثر لا جنسيا بواسطة الجراثيم الكلاميدية أو الجراثيم الكونيدية.

## تصنيف
تنقسم شعبة الدعاميات إلى ثلاثة شعيبات رئيسية هي:
- الغاريقونيانية
- البوشينيانية
- السواديانية

## بعض أجناسها
- فطر أمانيت
- فطر أمانيت عسبر
- فطر قدرية الجبال
- فطر المثلمة المنمرة
- فطر قضاب
- فطر معزية
- فطر وسفية
- أمانيت الربيع
- فطر القبعية
- فطر ساق الكبش
- فطر الزبل
- فطر الكبد
- فطر البوليط أو البوليطس
- فطر الإنائية الصفراء
- فطر غاريقون
- أمانيت أحمر
- فطر القوقع الأصفر
- فطر روسيلية